# Ortsund

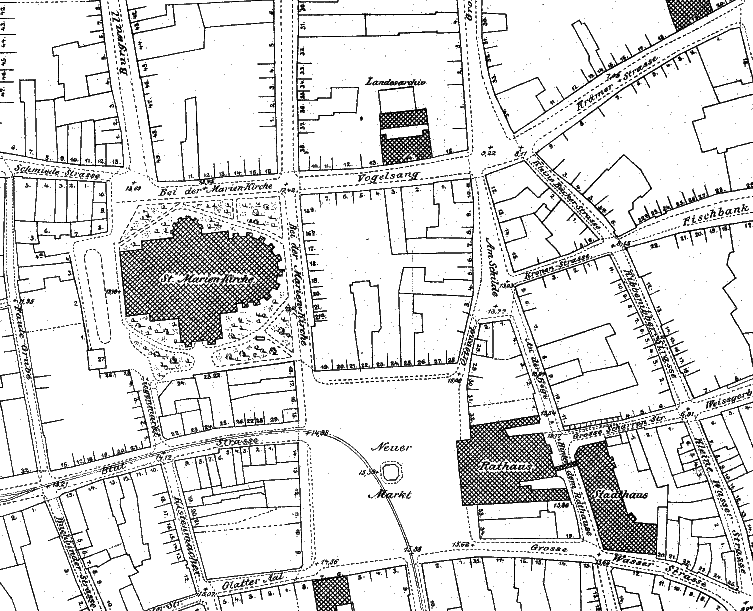
Ausschnitt aus einer Stadtkarte von 1911, der Ortsund ist als kleine Straße an der Nordostecke des Neuen Markts zu finden

Der Ortsund in Rostock ist eine ehemalige kurze Gasse, die von der Nordostecke des Neuen Marktes zum dreieckigen Platz Am Schilde führte. Die Nordseite des Neuen Marktes und der Schild existieren ebenfalls nicht mehr.
Der 1480 ersterwähnte Ortsund war eine der sieben sprichwörtlichen Straßen, die zum Neuen Markt führten. Sein Name leitet sich einerseits von der damaligen Bedeutung des Wortes Ort als „Ecke“ und andererseits vom Begriff Sund als schmale Wasserstraße ab. Seine Bezeichnung als „schmaler Durchgang an der Ecke“ charakterisiert ihn sehr treffend. Der Ortsund befand sich in einer sehr exponierter Lage, war er doch Teil einer direkten Verbindung vom Neuen Markt über die Große Mönchenstraße zum Stadthafen. Diese Verbindung gibt es heute nicht mehr.
Bei den Bombenangriffen der britischen Luftwaffe Ende April 1942 wurde der Ortsund sowie die Nord-Ost-Ecke des Neuen Marktes völlig zerstört.
Beim Wiederaufbau verzichtete man in diesem Bereich der Stadt darauf, die historischen Straßenfluchten zu rekonstruieren. Am Standort des Ortsundes befindet sich heute eine Grünfläche.
Im Jahr 2014 wählte ein Gremium der Hansestadt Rostock unter mehreren Entwürfen einen städtebaulichen Entwurf zur Bebauung der Nordseite des Neuen Markts aus. Darin wird an der Stelle des Ortsunds ein weiterer kleiner, direkt in den Neuen Markt übergehender Platz vorgesehen, der den Übergang zum dann wieder entstandenen Platz Am Schilde bilden soll. An dessen Nordwestecke solle eine (historisch nicht vorhandene) Gasse die Straßenbahntrasse zur Langen Straße führen. An der Ostseite des kleinen Platzes ist ein weiterer Rathausanbau vorgesehen, der das derzeitige gläserne Treppenhaus des Rathausanbaus ersetzen wird.